# Rosa silenidiflora
Rosa silenidiflora är en rosväxtart som beskrevs av Takenoshin Nakai och Kawamoto. Rosa silenidiflora ingår i släktet rosor, och familjen rosväxter. Inga underarter finns listade i Catalogue of Life.